# Attmars kyrka
Attmars kyrka är en kyrkobyggnad i Attmar. Den är församlingskyrka i Tuna-Attmars församling i Härnösands stift. Strax öster om kyrkan ligger sjön Marmen.

## Kyrkobyggnaden
Föregående stenkyrka var troligen färdigställd år 1160. När kyrkan revs fann man en sten med det årtalet inskrivet.
Nuvarande kyrka uppfördes åren 1760-1761 efter ritningar av kyrkobyggmästare Daniel Hagman och invigdes 30 januari 1763 av biskop Olof Kiörning. Gamla kyrkans östra och norra vägg kom att ingå i nuvarande kyrkobyggnad. 1763 uppfördes en sakristia av byggmästare Hagman. En brand utbröt på annandag jul 1947 då en stor del av inredningen förstördes, bland annat altartavlan från 1700-talet.
Attmars kyrka är utformad som en korskyrka där korsarmarna åt norr och söder är utelämnade. Huvudingången ligger vid södra väggen.
Intill kyrkan finns en fristående klockstapel av trä vars tillkomstår är okänt. På 1680-talet reparerades stapeln och 1811 byggdes den om till sitt nuvarande utseende.
Utanför kyrkan står två runstenar.

## Inventarier
- Nuvarande predikstol är tillverkad 1828 av Jonas Edler. Tidigare predikstol var tillverkad 1692 av Jöns Olofsson.
- En dopfunt av kalksten är från medeltiden.
- Ett rökelsekar är från medeltiden.
- En Mariaskulptur på södra väggen är tillverkad 1508 av Haaken Gulleson.
- Ett krucifix på norra långväggen är tillverkat av Haaken Gulleson.
- Två pyramider i koret är snidade 1697 av Olof Jönsson i Skedvik.
- Altartavlorna är målade 1948 av Olle Hjortzberg och tillkom samband med restaureringen efter branden 1947.

### Orgel
- 1858 byggde Johan Gustaf Ek, Torpshammar en orgel med 8 stämmor, manual och bihängd pedal. Orgeln förstördes i kyrkans brand 1947.
- 1949 byggde Åkerman & Lunds Nya Orgelfabriks AB, Sundbybergs stad en pneumatisk orgel med rooseveltlådor.
- 2004 utfördes en ombyggnad av Grönlunds Orgelbyggeri AB, Gammelstad.

| Huvudverk I        | Svällverk II     | Pedal               | Koppel   |
| Kvintadena 16'     | Salicional 8´    | Kontrabas 16´       | I/P      |
| Principal 8´       | Rörflöjt 8'      | Subbas 16'          | II/P     |
| Flöjt 8'           | Voix céleste 8'  | Kvintadena 16' (tr) | II/I     |
| Gedackt 8'         | Principal 4'     | Oktavbas 8'         | I 4'     |
| Oktava 4'          | Täckflöjt 4'     | Gedackt 8' (tr)     | II 16'/I |
| Rörflöjt 4'        | Gemskvint 2 2/3' | Koralbas 4'         | II 4'/P  |
| Oktava 2'          | Waldflöjt 2'     |                     |          |
| Mixtur IV-V 1 1/3' | Ters 1 3/5'      |                     |          |
| Trumpet 8'         | Skalmeja 8'      |                     |          |
|                    | Tremulant        |                     |          |

Registersvällare. Elektrisk traktur och registratur.

## Bildgalleri

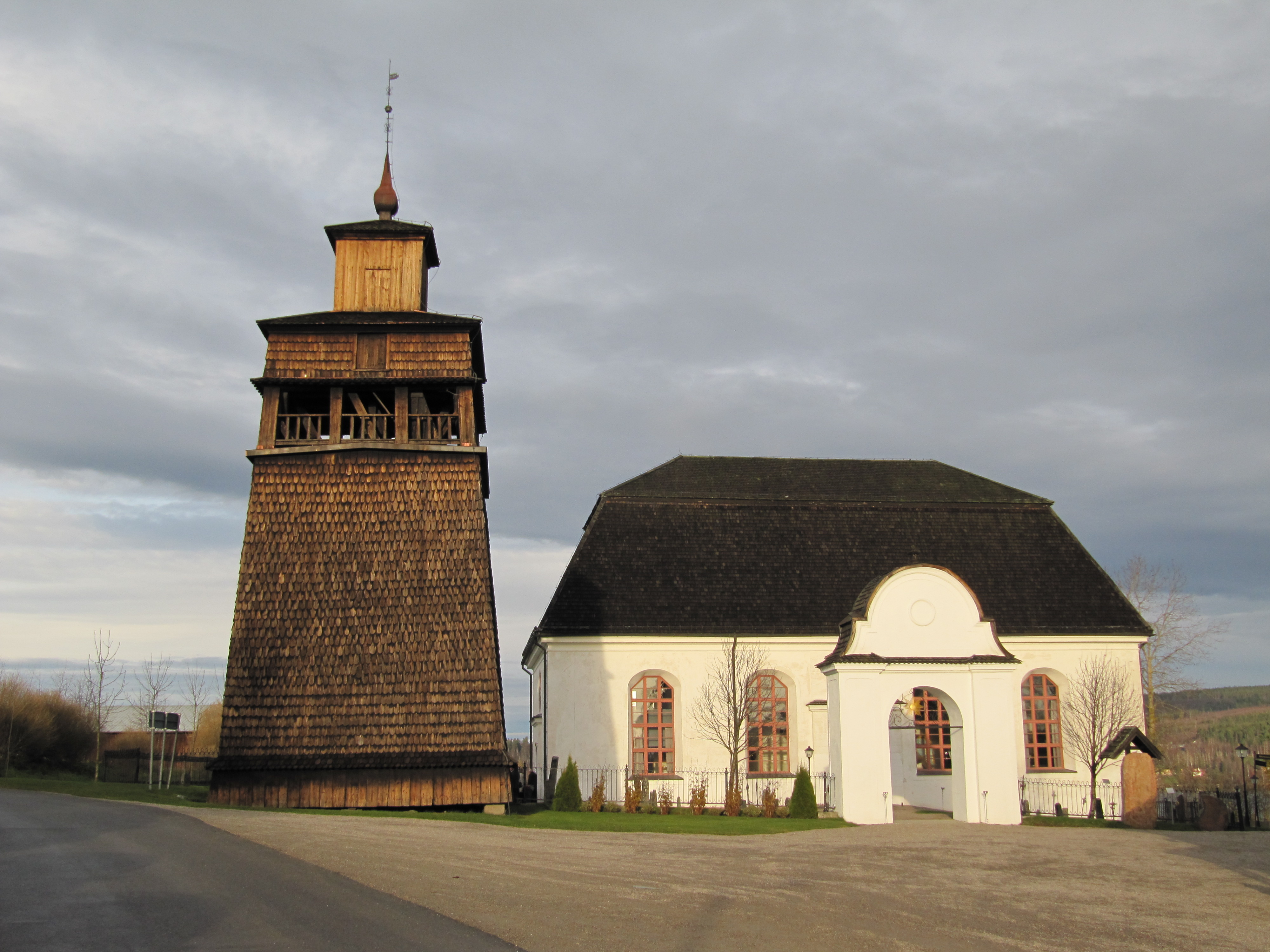
Kyrkan med klockstapel
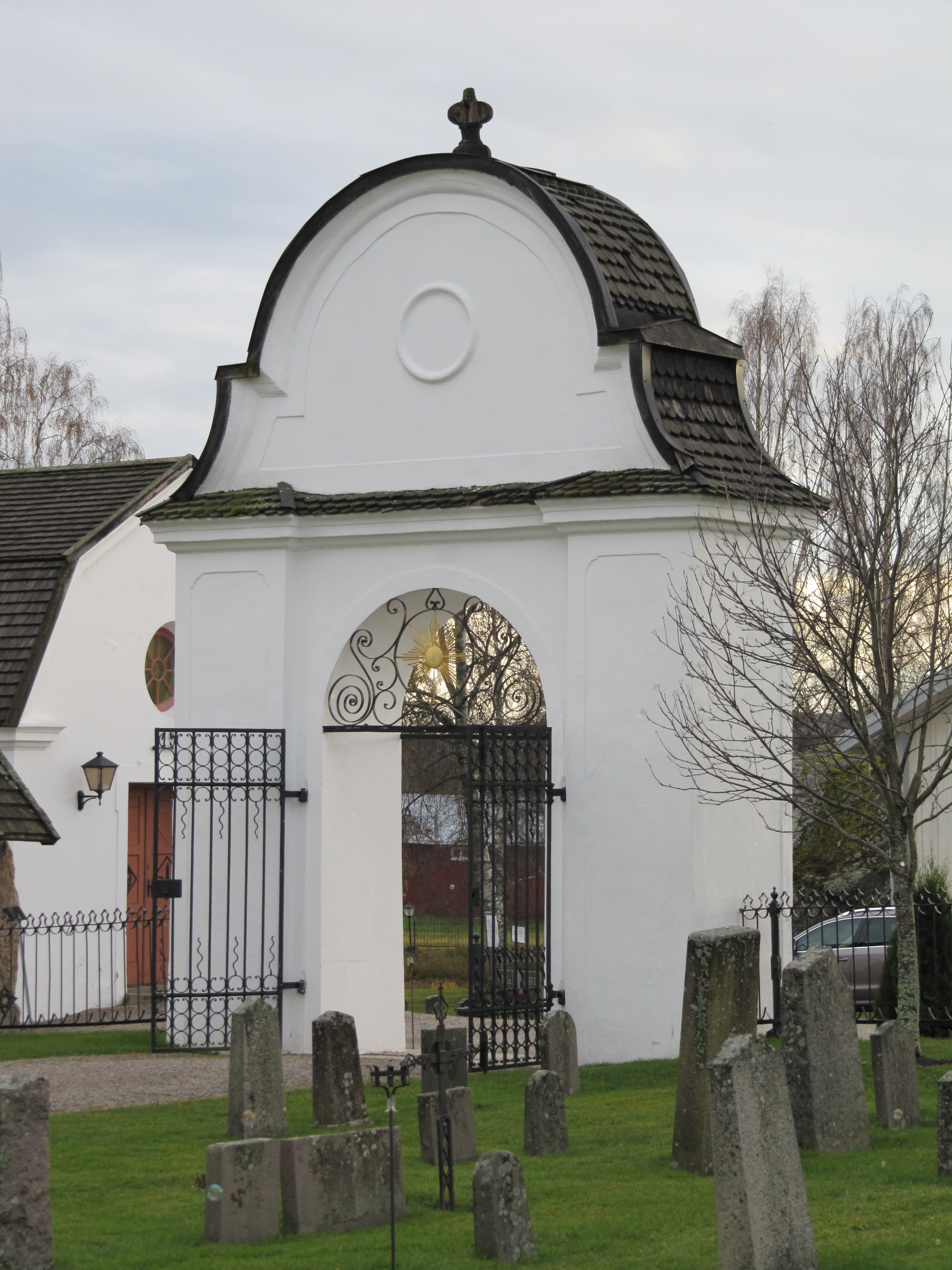
Stiglucka
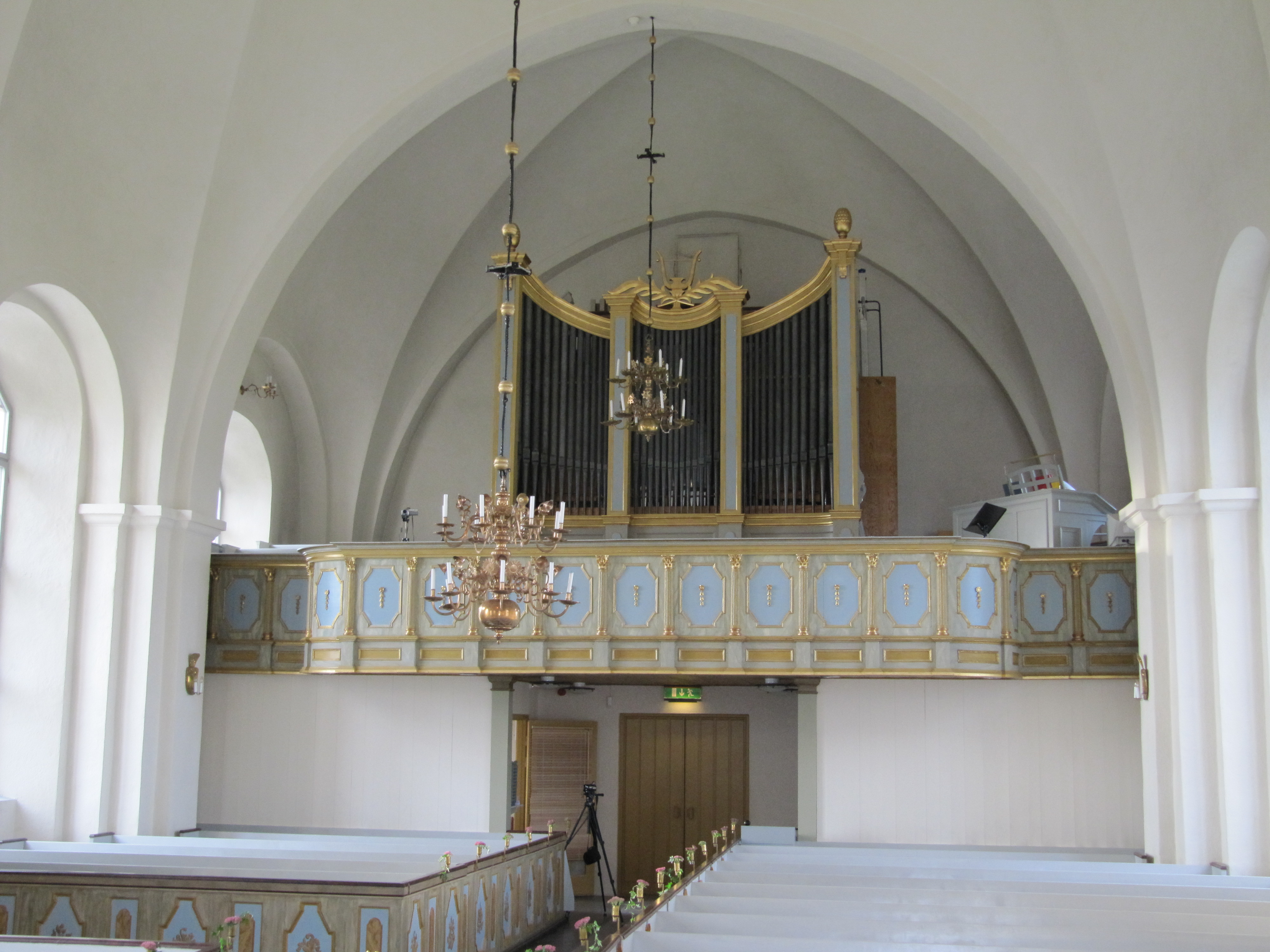
Orgelläktare
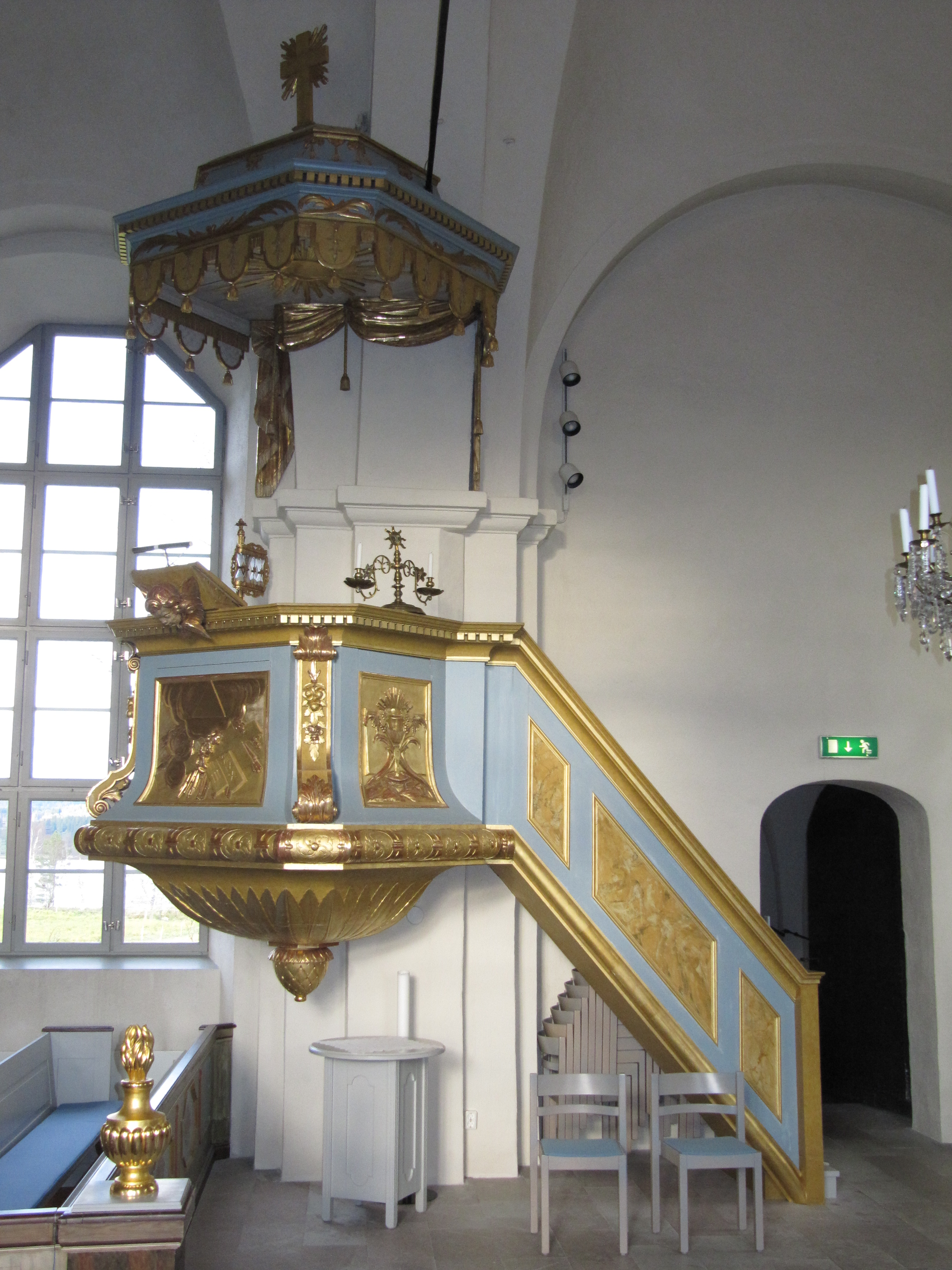
Predikstol
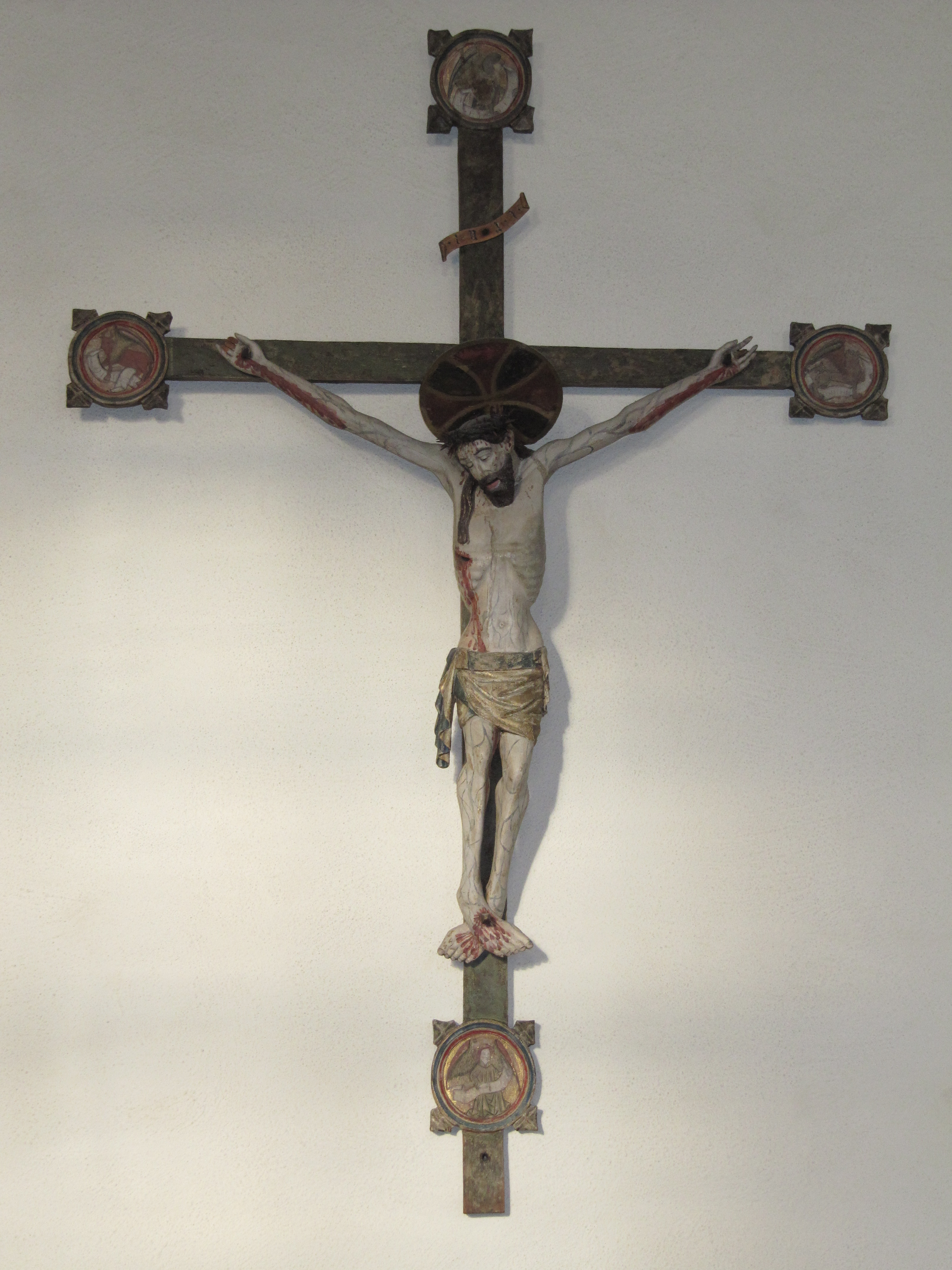
Krucifix